# Оганнесян, Арпине Ашотовна
Арпине Ашотовна Оганнесян (арм. Արփինե Աշոտի Հովհաննիսյան; род. 4 декабря 1983, Ереван) — армянский государственный деятель, министр юстиции Армении (2015—2017), депутат Национального собрания Армении V и VI созывов (2012—2015, 2017—2019), заместительница председателя Национального собрания Армении (2017—2019).

## Биография
Родилась 4 декабря 1983 года в Ереване, Армянская ССР, СССР.
В 2000—2004 годах обучалась в бакалавриате юридического факультета Ереванского государственного университета (ЕГУ), в 2006—2004 годах — в магистратуре, а в 2006—2009 годах — в аспирантуре. В 2009 году защитила диссертацию на соискание учёной степени кандидата юридических наук по теме «Недвижимость как объект гражданских правоотношений», научный руководитель — Тариел Барсегян.
В 2003—2008 годах работала в аппарате Министерства юстиции Армении: в 2003—2006 годах — специалистом первой категории отдела реформ уголовно-исполнительной службы Управления судебно-правовых реформ, в 2006—2007 годах — ведущим специалистом там же, в 2007—2008 годах — заместителем начальника Управления экспертизы правовых актов.
В 2008 году работала помощником руководителя Аппарата президента Армении. В 2008—2011 годах работала советником председателя Национального собрания Армении.
С 2009 годах преподаёт на кафедре гражданского права юридического факультета ЕГУ. Имеет учёное звание доцента.
6 мая 2012 года была избрана депутатом Национального собрания Армении V созыва по пропорциональной системе от Республиканской партии Армении, являлась членом фракции этой партии, входила в постоянную комиссию Национального собрания по государственно-правовым вопросам. Была освобождена от должности в 2015 году в связи с назначением министром.
В 1 октября 2012 года по 27 сентября 2015 года и с 26 июня 2017 по 20 января 2019 года являлась представителем Армении в Парламентской ассамблее Совета Европы.
4 сентября 2015 года назначена министром юстиции Армении, 27 сентября 2016 года повторно назначена. Была освобождена от должности в 2017 году в связи с избранием депутатом.
С 2016 года состоит в Исполнительном органе Республиканской партии Армении.
2 апреля 2017 года была избрана депутатом Национального собрания VI созыва по общегосударственному избирательному списку от Республиканской партии Армении, являлась членом фракции этой партии, входила в постоянную комиссию Национального собрания по государственно-правовым вопросам и защите прав человека и в следственную комиссию, созданную для расследования уровня защищенности прав человека в Армении в связи с фактами воспрепятствования осуществлению правосудия, нарушения права на справедливое судопроизводство и конфиденциальность телефонных разговоров. 19 мая 2017 года была избрана заместителем председателя Национального собрания. 14 января 2019 года её полномочия закончились в связи с избранием нового созыва Национального собрания.
Не замужем. Знание языков — армянский, русский и английский.

## Награды
- Юбилейная памятная медалью «20 лет СДЕ»[1].
- Медаль Мхитара Гоша (28 декабря 2016 года) — за неустанную и плодотворную работу в системе государственного управления[5][1].
- Почётная грамота Межпарламентской ассамблеи СНГ (16 апреля 2015 года, Межпарламентская ассамблея СНГ) — за активное участие в деятельности Межпарламентской Ассамблеи и её органов, вклад в укрепление дружбы между народами государств — участников Содружества Независимых Государств[6][1] .
- Медаль «МПА СНГ. 25 лет» (27 марта 2017 года, Межпарламентская ассамблея СНГ) — за заслуги в деле развития и укрепления парламентаризма, за вклад в развитие и совершенствование правовых основ функционирования Содружества Независимых Государств, укрепление международных связей и межпарламентского сотрудничества[7].